# Stop al panico
Stop al panico, conosciuto anche come Stop al panico! e sottotitolato (Concluso un business se ne avvia un altro...), è un singolo del gruppo musicale rap italiano Isola Posse All Stars, pubblicato nel febbraio 1991.

## Descrizione
Il singolo è il frutto della campagna Stop al panico, iniziativa ideata dal centro sociale bolognese Isola nel Kantiere, che in quel periodo, assieme ad altri centri sociali nei dintorni, venne sgomberato in seguito alla Strage del Pilastro in cui morirono tre carabinieri per mano della banda della Uno bianca.
Il tema della canzone Stop al panico è proprio lo sgombero dei centri sociali ed è una critica al sistema e alle forze dell'ordine. La canzone è rappata rispettivamente da Treble MC, Speaker Dee Mo', Deda MC e Gopher D.
La tematica della canzone Stop war, invece, è incentrata sulla minaccia dei terrorismo islamico e incolpa il governo americano di essere colluso con i terroristi stessi e di finanziarli, mentre, manipolando l'informazione, coprono i loro traffici. La canzone è rappata rispettivamente da Deda, Gopher, Dee Mo e Treble.
Il disco è curato dal team di produzione "Tubi Forti", composto da Frank Nemola, Gaudi e Ricky Rinaldi Ohm Guru.

## Videoclip
Per la promozione della canzone Stop al panico è stato girato un videoclip, autoprodotto dal "Collettivo Immagine Azione", che mostra inizialmente il gruppo in studio di registrazione, immagini di notiziari televisivi che parlano degli sgomberi in atto in quel periodo, e successivamente il gruppo in varie ambientazioni nella città di Bologna e le manifestazioni in città contro la chiusura dei centri sociali.

## Tracce
12" (IP 001)
Musiche di Visani/Argenteri
- Lato A

1. Stop war – 5:50
2. Stop War (strum.) – 5:50

- Lato B

1. Stop al panico – 6:18
2. Stop al panico (strum.) – 6:18

## Formazione
Isola Posse All Stars
- Treble MC - rapping
- Speaker Dee Mo' - rapping
- Deda MC - rapping, produzione
- Gopher D - rapping

Altri
- Alessio "Manna" Argenteri - basso elettrico
- Tubi Forti - co-produzione